# Пясечно (Свентокшиське воєводство)
Пясечно (пол. Piaseczno) — село в Польщі, у гміні Лонюв Сандомирського повіту Свентокшиського воєводства.
Населення — 162 особи (2011).
У 1975-1998 роках село належало до Тарнобжезького воєводства.

## Демографія
Демографічна структура на день 31 березня 2011 року:
|          | Загалом | Допрацездатний вік | Працездатний вік | Постпрацездатний вік |
| -------- | ------- | ------------------ | ---------------- | -------------------- |
| Чоловіки | 80      | 14                 | 61               | 5                    |
| Жінки    | 82      | 15                 | 53               | 14                   |
| Разом    | 162     | 29                 | 114              | 19                   |